# Liste der türkischen Botschafter in Luxemburg
Der Botschafter leitet die Botschaft in Luxemburg-Stadt.
| Ernennung Akkreditierung | Botschafter            | Bemerkung | Ministerpräsident der Türkei | Premierminister von Luxemburg | Posten verlassen |
| ------------------------ | ---------------------- | --- | ---------------------------- | ----------------------------- | ---------------- |
| 1. Dez. 1972             | Üstün Dinçmen          | | Ferit Melen                  | Pierre Werner                 | 15. Aug. 1976    |
| 15. Aug. 1976            | Suat Tuygan            | | Süleyman Demirel             | Gaston Thorn                  | 29. Aug. 1978    |
| 29. Aug. 1978            | Tahsin Özer            | | Bülent Ecevit                | Gaston Thorn                  | 24. Aug. 1982    |
| 24. Aug. 1982            | Erkut Onart            | (* 1937 in Edremit, 1958: Abitur am Galatasaray-Gymnasium) | Bülent Ulusu                 | Pierre Werner                 | 2. Jan. 1987     |
| 2. Jan. 1987             | Cem Çetin              | | Turgut Özal                  | Jacques Santer                | 31. Mai 1987     |
| 1. Juni 1987             | Erdoğan Sanalan        | | Turgut Özal                  | Jacques Santer                | 24. März 1993    |
| 30. März 1993            | Aydın Yeğen            | | Tansu Çiller                 | Jacques Santer                | 25. Dez. 1994    |
| 27. Dez. 1994            | Erhan Tunçel           | | Tansu Çiller                 | Jacques Santer                | 20. Apr. 1998    |
| 1. Mai 1998              | Yalçın Oral            | | Recep Tayyip Erdoğan         | Jean-Claude Juncker           | 28. Dez. 2002    |
| 13. Jan. 2003            | Erdal Tümer            | | Recep Tayyip Erdoğan         | Jean-Claude Juncker           | 20. Dez. 2004    |
| 22. Dez. 2004            | Burhan Ant             | | Recep Tayyip Erdoğan         | Jean-Claude Juncker           | 1. Apr. 2008     |
| 1. Apr. 2008             | Ayşe Asya              | | Recep Tayyip Erdoğan         | Jean-Claude Juncker           | 31. Dez. 2009    |
| 28. Jan. 2010            | Celalettin Kart        | (* 4. Februar 1951 in Istanbul) Abitur: Galatasaray-Gymnasium Studium der Politikwissenschaft an der Universität Grenoble. 1974: Eintritt in den auswärtigen Dienst, 1995–1998: am Generalkonsulat in Lyon, 2001–2005: Botschafter in Beirut, 2005–2007: Generalsekretär der Organisation für Islamische Zusammenarbeit, 2007–2010: Ministerialdirigent der Abteilung Haushalt, Januar 2010-November 2013: Botschafter in Luxemburg. | Recep Tayyip Erdoğan         | Jean-Claude Juncker           | 9. Dez. 2013     |
| 9. Dez. 2013             | Salim Levent Şahinkaya | (* 19. Juli 1959 in Istanbul) 1983: Studium der Betriebswirtschaft an der Universität Grenoble, 29. Februar 1984: Eintritt in den auswärtigen Dienst, 29. Februar 1984 – 1. Dezember 1984: Abteilung ART-II Circle, 1. Dezember 1984 – 31. Juli 1985: Türkische Streitkräfte, 1. August 1985 – 27. Oktober 1986: Gesandtschaftssekretär dritter Klasse in der Abteilung Osteuropa – Asien, 27. Oktober 1986–18. August 1988: Gesandtschaftssekretär dritter/zweiter Klasse in Dakar, 18. August 1988 – 1. Oktober 1991: Vizekonsul am Generalkonsulat in Düsseldorf, 1. Oktober 1991 – 22. Oktober 1993: Abteilung AKGY, 22. Oktober 1993 – 1. September 1997: Gesandtschaftssekretär erster Klasse in Paris, 1. September 1997 – 12. August 1999: stellvertretender Leiter der Abteilung AVGY, 12. August 1999 – 15. September 2003: Gesandtschaftsrat in Bern, 15. September 2003 – 20. Oktober 2005: Fachbereichsleiter am UKGY-III-Institut, 20. Oktober 2005 – 16. Dezember 2005: Fachbereichsleiter am UKGY-I-Institut, 16. Dezember 2005 – 15. Januar 2007: Abteilung İEGY bilaterale Verträge, 15. Januar 2007 – 28. März 2008: Abteilung UKGY, 28. März 2008 – 7. November 2009: Botschafter in Nairobi, 7. November 2009 – 13. September 2011: Botschafter in Tripoli, 13. September 2011 – 18. Oktober 2011: in der Abteilung Verwaltung und Haushalt beschäftigt, 18. Oktober 2011 – 1. Dezember 2013: Zeremonienmeister, PRGM Protokol Genel Müdürlüğü, 12. November 2013: Botschafter in Luxemburg. | Recep Tayyip Erdoğan         | Xavier Bettel                 |                  |